# Hải Dương (thành phố)
Hải Dương là thành phố tỉnh lỵ cũ của tỉnh Hải Dương, Việt Nam. Thành phố Hải Dương là trung tâm kinh tế, kỹ thuật, giáo dục, khoa học, y tế, dịch vụ của tỉnh Hải Dương, nằm trong vùng thủ đô Hà Nội và tam giác kinh tế Hà Nội – Hải Phòng – Quảng Ninh.

## Địa lý

### Vị trí địa lý

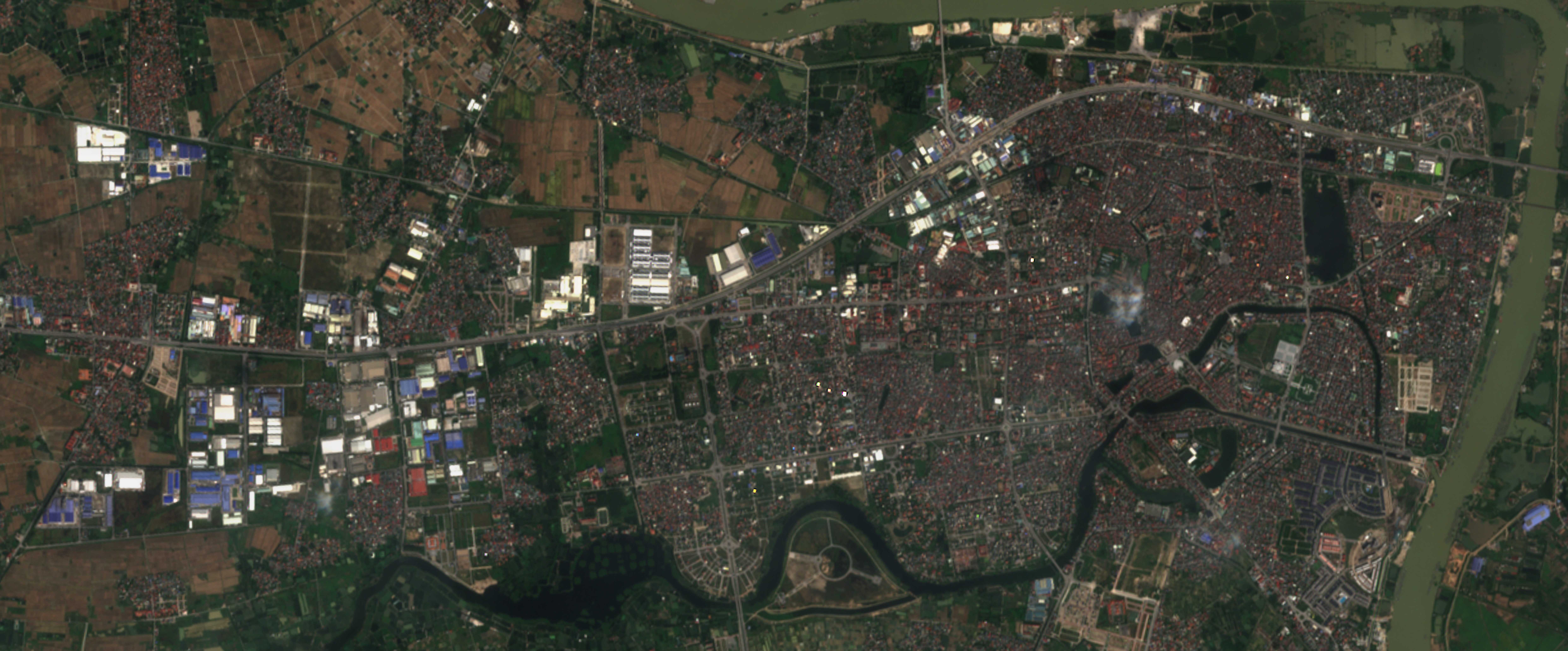
Ảnh vệ tinh khu vực thành phố Hải Dương

Thành phố Hải Dương nằm trong tam giác kinh tế Hà Nội – Hải Phòng – Quảng Ninh, ở vị trí trung tâm tỉnh Hải Dương, cách Thủ đô Hà Nội 57 km về phía Đông, cách thành phố Hải Phòng 45 km về phía Tây, có vị trí địa lý:
- Phía đông giáp huyện Thanh Hà và huyện Kim Thành
- Phía tây giáp huyện Cẩm Giàng
- Phía nam giáp huyện Gia Lộc và huyện Tứ Kỳ
- Phía bắc giáp huyện Nam Sách.[6]

### Điều kiện tự nhiên
Khí hậu
| Dữ liệu khí hậu của Hải Dương           | Dữ liệu khí hậu của Hải Dương | Dữ liệu khí hậu của Hải Dương | Dữ liệu khí hậu của Hải Dương | Dữ liệu khí hậu của Hải Dương | Dữ liệu khí hậu của Hải Dương | Dữ liệu khí hậu của Hải Dương | Dữ liệu khí hậu của Hải Dương | Dữ liệu khí hậu của Hải Dương | Dữ liệu khí hậu của Hải Dương | Dữ liệu khí hậu của Hải Dương | Dữ liệu khí hậu của Hải Dương | Dữ liệu khí hậu của Hải Dương | Dữ liệu khí hậu của Hải Dương |
| Tháng                                   | 1                             | 2                             | 3                             | 4                             | 5                             | 6                             | 7                             | 8                             | 9                             | 10                            | 11                            | 12                            | Năm                           |
| --------------------------------------- | ----------------------------- | ----------------------------- | ----------------------------- | ----------------------------- | ----------------------------- | ----------------------------- | ----------------------------- | ----------------------------- | ----------------------------- | ----------------------------- | ----------------------------- | ----------------------------- | ----------------------------- |
| Cao kỉ lục °C (°F)                      | 29.6 (85.3)                   | 31.6 (88.9)                   | 33.2 (91.8)                   | 36.5 (97.7)                   | 38.6 (101.5)                  | 42.2 (108.0)                  | 38.2 (100.8)                  | 36.5 (97.7)                   | 36.1 (97.0)                   | 33.8 (92.8)                   | 33.1 (91.6)                   | 30.0 (86.0)                   | 42.2 (108.0)                  |
| Trung bình ngày tối đa °C (°F)          | 19.5 (67.1)                   | 19.7 (67.5)                   | 22.2 (72.0)                   | 26.3 (79.3)                   | 30.6 (87.1)                   | 32.3 (90.1)                   | 32.4 (90.3)                   | 31.6 (88.9)                   | 30.6 (87.1)                   | 28.4 (83.1)                   | 25.3 (77.5)                   | 21.9 (71.4)                   | 26.7 (80.1)                   |
| Trung bình ngày °C (°F)                 | 16.3 (61.3)                   | 17.1 (62.8)                   | 19.8 (67.6)                   | 23.5 (74.3)                   | 27.0 (80.6)                   | 28.7 (83.7)                   | 29.2 (84.6)                   | 28.4 (83.1)                   | 27.2 (81.0)                   | 24.6 (76.3)                   | 21.1 (70.0)                   | 17.8 (64.0)                   | 23.4 (74.1)                   |
| Tối thiểu trung bình ngày °C (°F)       | 14.0 (57.2)                   | 15.3 (59.5)                   | 18.1 (64.6)                   | 21.5 (70.7)                   | 24.5 (76.1)                   | 26.1 (79.0)                   | 26.6 (79.9)                   | 26.0 (78.8)                   | 24.8 (76.6)                   | 21.9 (71.4)                   | 18.2 (64.8)                   | 14.8 (58.6)                   | 21.0 (69.8)                   |
| Thấp kỉ lục °C (°F)                     | 4.1 (39.4)                    | 5.0 (41.0)                    | 6.5 (43.7)                    | 11.9 (53.4)                   | 16.6 (61.9)                   | 18.9 (66.0)                   | 21.5 (70.7)                   | 21.8 (71.2)                   | 16.5 (61.7)                   | 13.0 (55.4)                   | 8.1 (46.6)                    | 3.2 (37.8)                    | 3.2 (37.8)                    |
| Lượng Giáng thủy trung bình mm (inches) | 24 (0.9)                      | 24 (0.9)                      | 44 (1.7)                      | 92 (3.6)                      | 167 (6.6)                     | 237 (9.3)                     | 232 (9.1)                     | 274 (10.8)                    | 211 (8.3)                     | 143 (5.6)                     | 47 (1.9)                      | 21 (0.8)                      | 1.516 (59.7)                  |
| Số ngày giáng thủy trung bình           | 7.9                           | 11.7                          | 15.6                          | 13.1                          | 12.8                          | 14.5                          | 13.4                          | 16.1                          | 13.3                          | 10.3                          | 6.4                           | 4.8                           | 140.0                         |
| Độ ẩm tương đối trung bình (%)          | 82.7                          | 85.7                          | 88.9                          | 89.6                          | 86.3                          | 83.9                          | 83.6                          | 86.9                          | 85.9                          | 83.1                          | 80.1                          | 79.7                          | 84.7                          |
| Số giờ nắng trung bình tháng            | 78                            | 46                            | 42                            | 85                            | 193                           | 176                           | 202                           | 181                           | 190                           | 182                           | 152                           | 132                           | 1.659                         |
| Nguồn: Viện Khoa học Công nghệ Xây dựng |                               |                               |                               |                               |                               |                               |                               |                               |                               |                               |                               |                               |                               |

Sông ngòi: Các sông lớn chảy qua thành phố gồm có sông Thái Bình đi qua giữa thành phố, ở phía Nam có sông Sặt, chi lưu sông Thái Bình. Sông Kinh Thầy ở phía Đông phân định phường Ái Quốc (thành phố Hải Dương) và xã Lai Vu (huyện Kim Thành). Ngoài ra còn có hồ Bạch Đằng, Bình Minh là những hồ lớn của thành phố.

## Hành chính
Thành phố Hải Dương có 24 đơn vị hành chính cấp xã trực thuộc, bao gồm 18 phường: Ái Quốc, Bình Hàn, Cẩm Thượng, Hải Tân, Lê Thanh Nghị, Nam Đồng, Ngọc Châu, Nguyễn Trãi, Nhị Châu, Quang Trung, Tân Bình, Tân Hưng, Thạch Khôi, Thanh Bình, Trần Hưng Đạo, Trần Phú, Tứ Minh, Việt Hòa và 6 xã: An Thượng, Gia Xuyên, Liên Hồng, Ngọc Sơn, Quyết Thắng, Tiền Tiến.

## Lịch sử

### Tên gọi

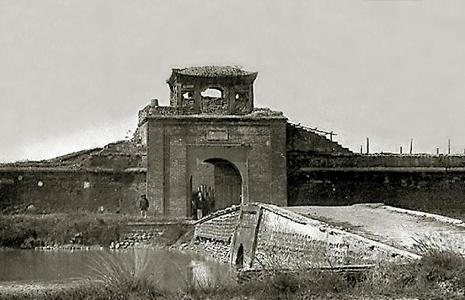
Thành Hải Dương - Thành Đông năm 1885, một trong 4 thành trong Thăng Long tứ trấn

Hải là miền duyên hải, vùng đất giáp biển (Hải Dương xưa bao gồm một miền đất rộng lớn kéo dài từ Hưng Yên đến vùng biển Hải Phòng). Dương là ánh sáng, ánh mặt trời. Hải Dương nằm ở phía đông kinh thành Thăng Long. Hướng Đông cũng là hướng mặt trời mọc. Vì vậy Hải Dương có nghĩa là "ánh mặt trời biển Đông" hay "ánh sáng từ miền duyên hải (phía Đông) chiếu về". Tên gọi Hải Dương chính thức có từ năm 1469.

### Lịch sử hình thành
Trước năm 1804, lỵ sở của tỉnh Hải Dương được đặt tại Lạc Thiên (Chí Linh), lúc ấy gọi là thành Vạn hay doanh Vạn. Sau đó dời về làng Mao Điền (Cẩm Giàng). Năm Gia Long thứ 3 (1804) để củng cố bộ máy cai trị, nhà Nguyễn đã phân chia lại địa giới hành chính của cả nước, do vậy lỵ sở Hải Dương đã được dời từ Mao Điền về phía đông 15 km ở vùng ngã ba sông Thái Bình và sông Sặt, thuộc địa phận ba xã Hàn Giang, Hàn Thượng và Bình Lao của huyện Cẩm Giàng. Một ngôi thành được Tổng đốc Trần Công Hiến cho khởi công để làm trụ sở cho bộ máy và đồn trú quân sự, gọi là Thành Đông, với mục tiêu vừa là trấn thành, vừa án ngữ phía đông Kinh thành Thăng Long. Thành Đông lúc này là một trong 4 thành trong Thăng Long tứ trấn. Đây được xem như thời điểm khởi lập của thành phố Hải Dương.

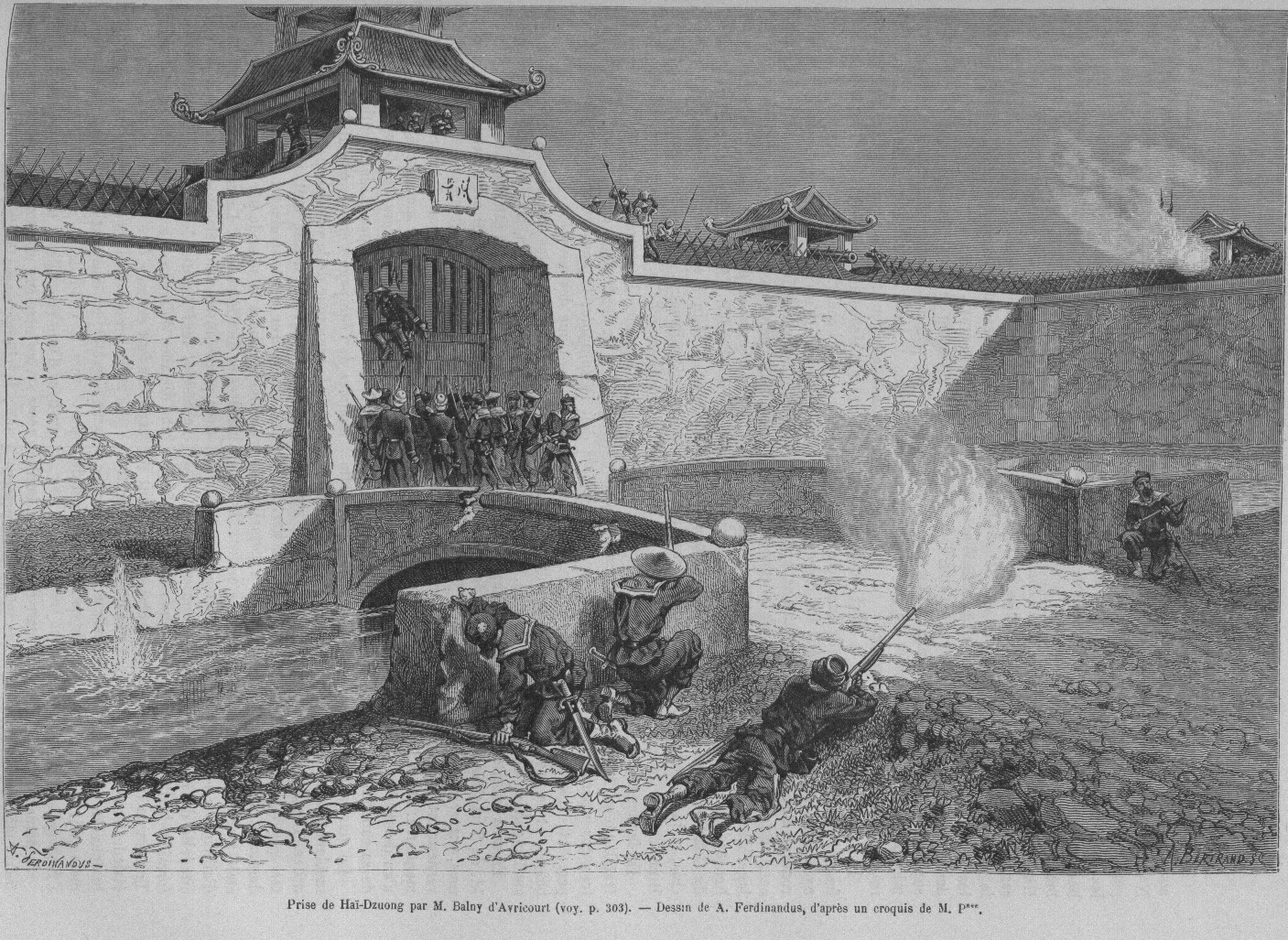
Pháp tấn công thành Hải Dương trong Chiến tranh Pháp – Đại Nam diễn ra từ năm 1858 đến năm 1884

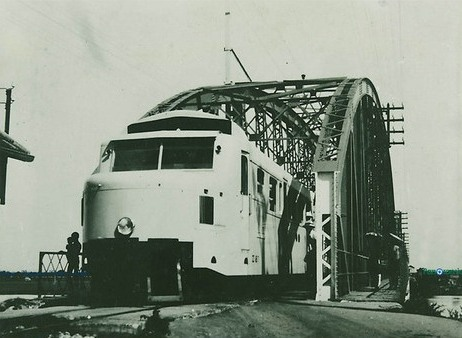
Cầu Phú Lương thành phố Hải Dương giai đoạn 1921–1935

Thành Đông ban đầu không có dân, chỉ có quan lại và quân lính. Đến năm 1866 (năm Tự Đức thứ 19), Đông Kiều phố được hình thành (tương ứng với phường Trần Phú và một phần phường Trần Hưng Đạo ngày nay) với đơn vị hành chính: Phố - Giáp với 3 phố: Đông Kiều phố, Đông Mỹ phố, Tự Tân phố; nhiều phố nghề ra đời như Hàng Giày - Rue Des Cordonnier (phố Sơn Hòa ngày nay), Hàng Đồng – Rue du cuivre (Đồng Xuân), Hàng Bạc – Rue des Changeurs (Xuân Đài), Hàng Lọng – Rue des parasols (Tuy An). Trong đó, phố Hàng Lọng chính là biểu tượng cho nền giáo dục của xứ Đông, vinh danh những người con đỗ đạt cao về vinh quy bái tổ. Ngoài các phố cổ mang tên nghề nghiệp như trên thì các phố cổ khác đều được bắt đầu bằng chữ "Đông" (sau khi giải phóng thành phố vào ngày 30 tháng 10 năm 1954, Hải Dương kết nghĩa với Phú Yên và nhiều tuyến phố được đổi tên theo địa danh của tỉnh Phú Yên như ngày nay).

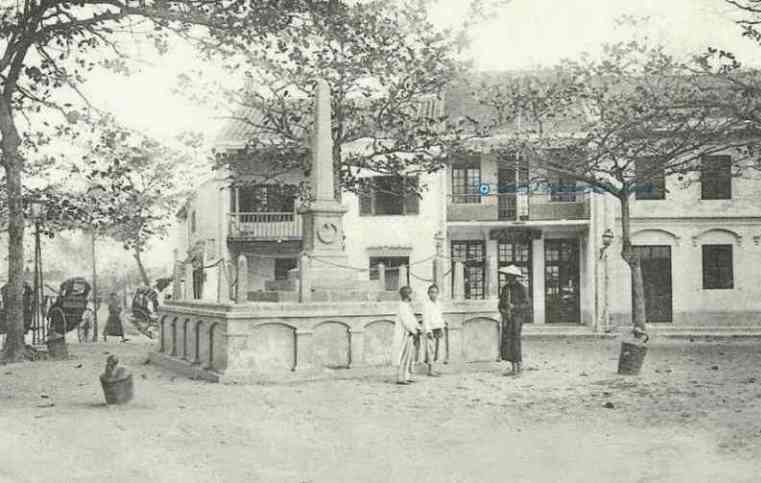
Thành phố Hải Dương thời Pháp thuộc

Nhà Ga Thành phố Hải Dương thời Pháp thuộc

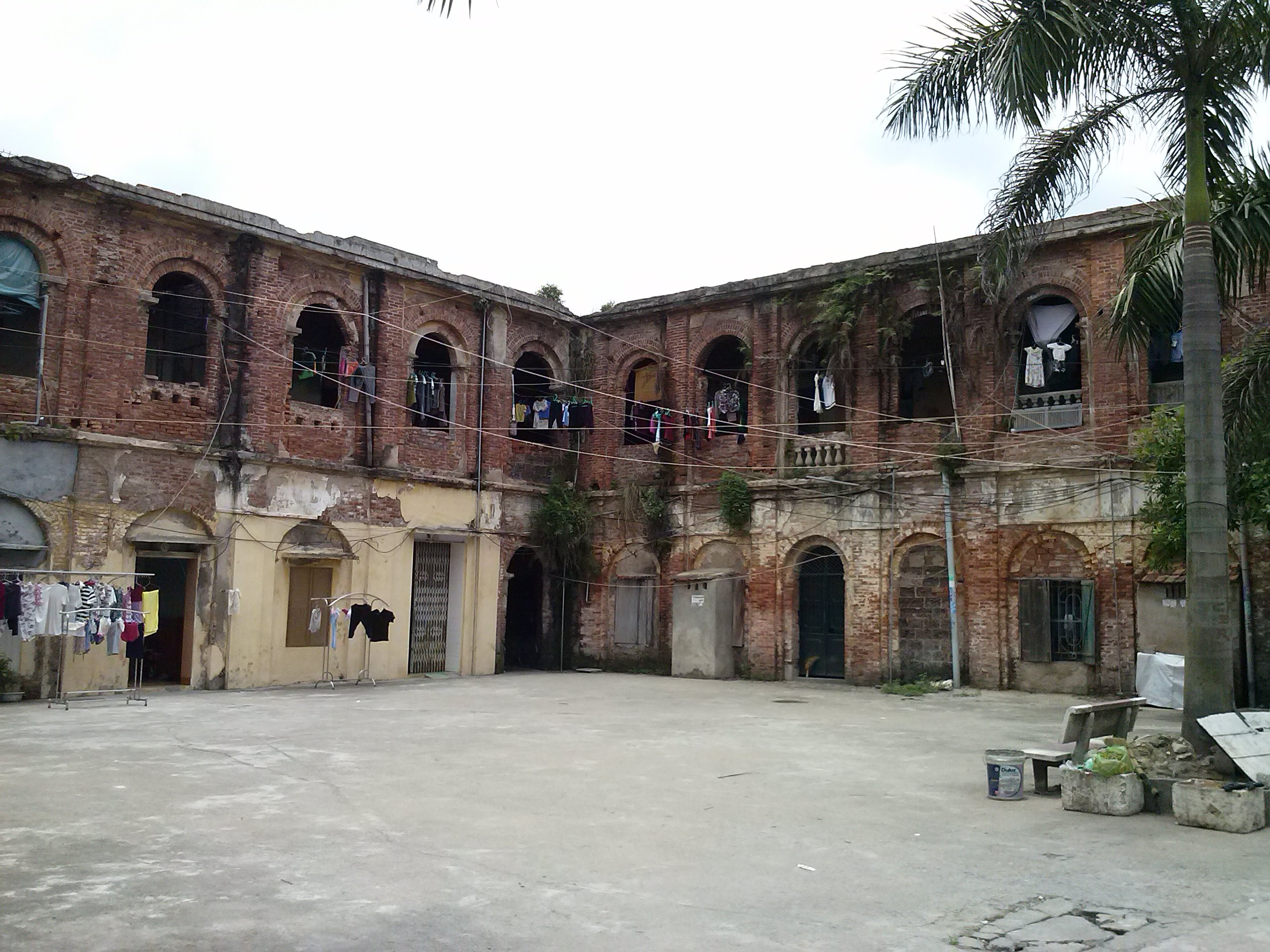
Một phần còn lại của Trường Đệ tử dòng Đaminh xây theo kiến trúc Roman pha lẫn kiểu Grec-Býatin (nằm trong khu vực đền Thánh tử đạo Hải Dương cũ), nay là phố Quán Thánh

Năm 1889, Thành Đông bị thực dân Pháp. phá bỏ để lấy mặt bằng xây dựng nhà máy rượu vài tòa dinh thự của người Pháp.
Năm 1923, Toàn quyền Đông Dương quyết định thành lập thành phố Hải Dương. Không gian thành phố được chia thành hai khu vực: khu hành chính - nằm ven sông Sặt và khu kinh tế - từ Nhà máy rượu đến Nhà ga xe lửa. Các công sở và dinh thự của quan chức người Pháp được tập trung ven sông Sặt. Một số tòa dinh thự mang kiến trúc Pháp hiện nay vẫn còn được sử dụng như dinh Công sứ (nhà làm việc và nhà khách Tỉnh ủy), Sở Lục bộ (Sở Giao thông), nhà Séc-tây (Sở Thể dục – Thể thao cũ), Kho bạc (Ngân hàng Chính sách xã hội tỉnh), dinh Phó sứ (Sở Văn hóa – Thể thao & du lịch),... Với vị trí thuận lợi về giao thông và phát triển kinh tế, văn hóa; thành phố Hải Dương đã trở thành một trong 4 thành phố quan trọng nhất của Bắc Kỳ thời ấy cùng với Hà Nội, Hải Phòng và Nam Định.
Tháng 3 năm 1947, nhà cầm quyền Pháp chia thành phố Hải Dương thành 2 quận, rồi sau đó một thời gian lại chuyển thành thị xã.
Ngày 30 tháng 10 năm 1954, thị xã Hải Dương chính thức được đặt dưới quyền kiểm soát của chính phủ Việt Nam Dân chủ Cộng hòa. Thị xã được chia làm 5 khu phố: Nguyễn Trãi, Phạm Ngũ Lão, Quang Trung, Trần Hưng Đạo, Trần Phú. Mỗi khu phố có một số đường phố và xóm nhỏ.
Năm 1959, thị xã được tập trung xây dựng cơ sở hạ tầng và quy hoạch đô thị với quy mô dân số từ 40.000 đến 50.000 người.

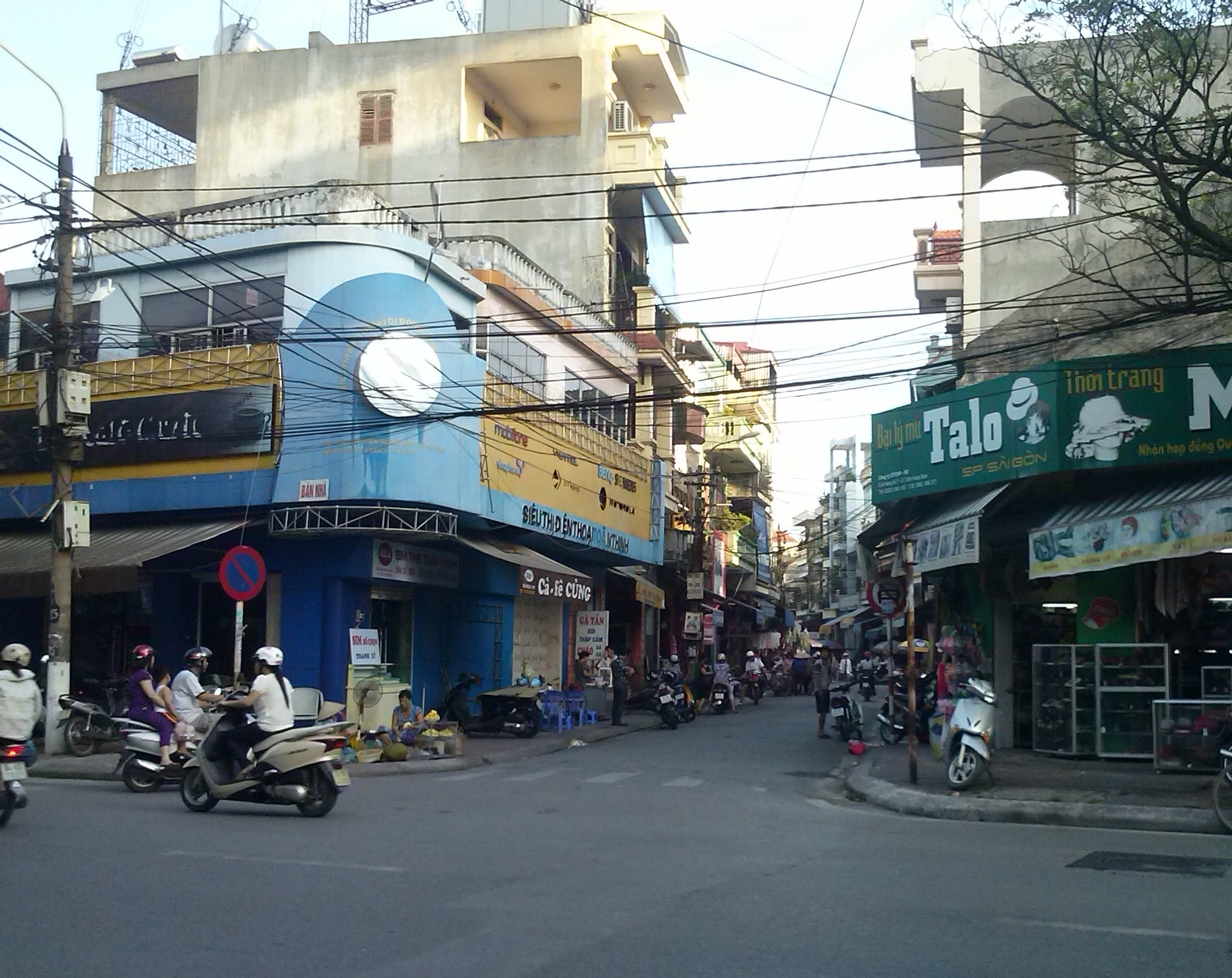
Phố cổ Hàng Giày hình thành vào khoảng năm Tự Đức thứ 19 (1866). Thời Pháp thuộc phố có tên Rue Des Cordonnier. Ngày nay phố mang tên Sơn Hòa

Ngày 26 tháng 1 năm 1968, thị xã Hải Dương được chọn làm tỉnh lỵ của tỉnh Hải Hưng mới thành lập.
Ngày 14 tháng 8 năm 1969, thị xã Hải Dương được sáp nhập thêm xã Ngọc Châu của huyện Nam Sách.
Ngày 11 tháng 3 năm 1974, thành lập xã Hải Tân gồm có các thôn: Bảo Tháp, Phúc Duyên, Bá Liễu.
Sau năm 1975, thị xã Hải Dương có 5 phường: Nguyễn Trãi, Phạm Ngũ Lão, Quang Trung, Trần Hưng Đạo, Trần Phú và 7 xã: Bình Hàn, Cẩm Thượng, Hải Tân, Ngọc Châu, Thanh Bình, Tứ Minh, Việt Hòa.
Ngày 28 tháng 10 năm 1996, Chính phủ ban hành Nghị định số 64/CP về việc thành lập các phường Bình Hàn, Cẩm Thượng, Hải Tân, Ngọc Châu, Thanh Bình (trên cơ sở các xã có tên tương ứng) và tách một số khu dân cư của phường Trần Phú để thành lập phường Lê Thanh Nghị.
Từ ngày 6 tháng 11 năm 1996, thị xã trở lại là tỉnh lỵ tỉnh Hải Dương mới được tái lập.
Năm 1997, Bộ Xây dựng ban hành Quyết định về việc công nhận thành phố Hải Dương là đô thị loại III.
Ngày 6 tháng 8 năm 1997, Chính phủ ban hành Nghị định số 88-CP về việc thành lập thành phố Hải Dương trên cơ sở toàn bộ diện tích tự nhiên, dân số của thị xã Hải Dương.
Thành phố Hải Dương có 3.626,8 ha diện tích tự nhiên và 143.895 người với 13 đơn vị hàng chính trực thuộc, gồm 11 phường và 2 xã.
Ngày 19 tháng 3 năm 2008, Chính phủ ban hành Nghị định 30/2008/NĐ-CP. Theo đó:
- Chuyển 4 xã Nam Đồng, An Châu, Ái Quốc, Thượng Đạt thuộc huyện Nam Sách; 2 xã Tân Hưng, Thạch Khôi thuộc huyện Gia Lộc; 63,92 ha diện tích tự nhiên và 1.000 người của xã Ngọc Sơn thuộc huyện Tứ Kỳ; 38,98 ha diện tích tự nhiên thị trấn Lai Cách thuộc huyện Cẩm Giàng về thành phố Hải Dương quản lý.
- Thành lập phường Tứ Minh trên cơ sở toàn bộ diện tích và dân số của xã Tứ Minh, 38,98 ha diện tích tự nhiên của thị trấn Lai Cách.
- Thành lập phường Việt Hòa trên cơ sở toàn bộ diện tích và dân số của xã Việt Hòa.
- Điều chỉnh 63,92 ha diện tích tự nhiên và 1.000 người của xã Ngọc Sơn về phường Hải Tân quản lý.

Sau khi điều chỉnh địa giới hành chính, thành phố Hải Dương có 7.138,60 ha diện tích tự nhiên và 187.405 người với 19 đơn vị hành chính trực thuộc, gồm 13 phường và 6 xã.
Ngày 17 tháng 5 năm 2009, thành phố Hải Dương được công nhận là đô thị loại II.
Ngày 23 tháng 9 năm 2009, Chính phủ ban hành Nghị quyết về việc điều chỉnh địa giới hành chính phường và thành lập các phường Nhị Châu (tách ra từ phường Ngọc Châu) và Tân Bình (tách ra từ phường Thanh Bình) thuộc thành phố Hải Dương.
Ngày 29 tháng 12 năm 2013, Chính phủ ban hành Nghị quyết về việc thành lập các phường Ái Quốc và Thạch Khôi trên cơ sở các xã có tên tương ứng.
Ngày 17 tháng 5 năm 2019, Thủ tướng Chính phủ ban hành Quyết định số 580/QĐ-TTg công nhận thành phố Hải Dương mở rộng đạt tiêu chí đô thị loại I trực thuộc tỉnh Hải Dương.
Ngày 16 tháng 10 năm 2019, Ủy ban thường vụ Quốc hội ban hành Nghị quyết số 788/NQ-UBTVQH14 (nghị quyết có hiệu lực từ ngày 1 tháng 12 năm 2019). Theo đó:
- Chuyển 2 xã Gia Xuyên, Liên Hồng thuộc huyện Gia Lộc; 2 xã Quyết Thắng, Tiền Tiến thuộc huyện Thanh Hà và xã Ngọc Sơn thuộc huyện Tứ Kỳ về thành phố Hải Dương quản lý.
- Điều chỉnh địa giới hành chính các phường: Bình Hàn, Cẩm Thượng, Hải Tân, Lê Thanh Nghị, Ngọc Châu, Nguyễn Trãi, Nhị Châu, Phạm Ngũ Lão, Quang Trung, Tân Bình, Thạch Khôi, Thanh Bình, Trần Hưng Đạo, Trần Phú, Tứ Minh, Việt Hòa và xã Tân Hưng.
- Chuyển 2 xã Nam Đồng và Tân Hưng thành 2 phường có tên tương ứng.
- Hợp nhất 2 xã An Châu và Thượng Đạt thành xã An Thượng.

Ngày 24 tháng 10 năm 2024, Ủy ban Thường vụ Quốc hội ban hành Nghị quyết số 1250/NQ-UBTVQH15 về việc sắp xếp đơn vị hành chính cấp xã của tỉnh Hải Dương giai đoạn 2023 – 2025 (nghị quyết có hiệu lực từ ngày 1 tháng 12 năm 2024). Theo đó, sáp nhập phường Phạm Ngũ Lão vào phường Lê Thanh Nghị.
Thành phố Hải Dương có 18 phường và 6 xã như hiện nay.

## Kinh tế

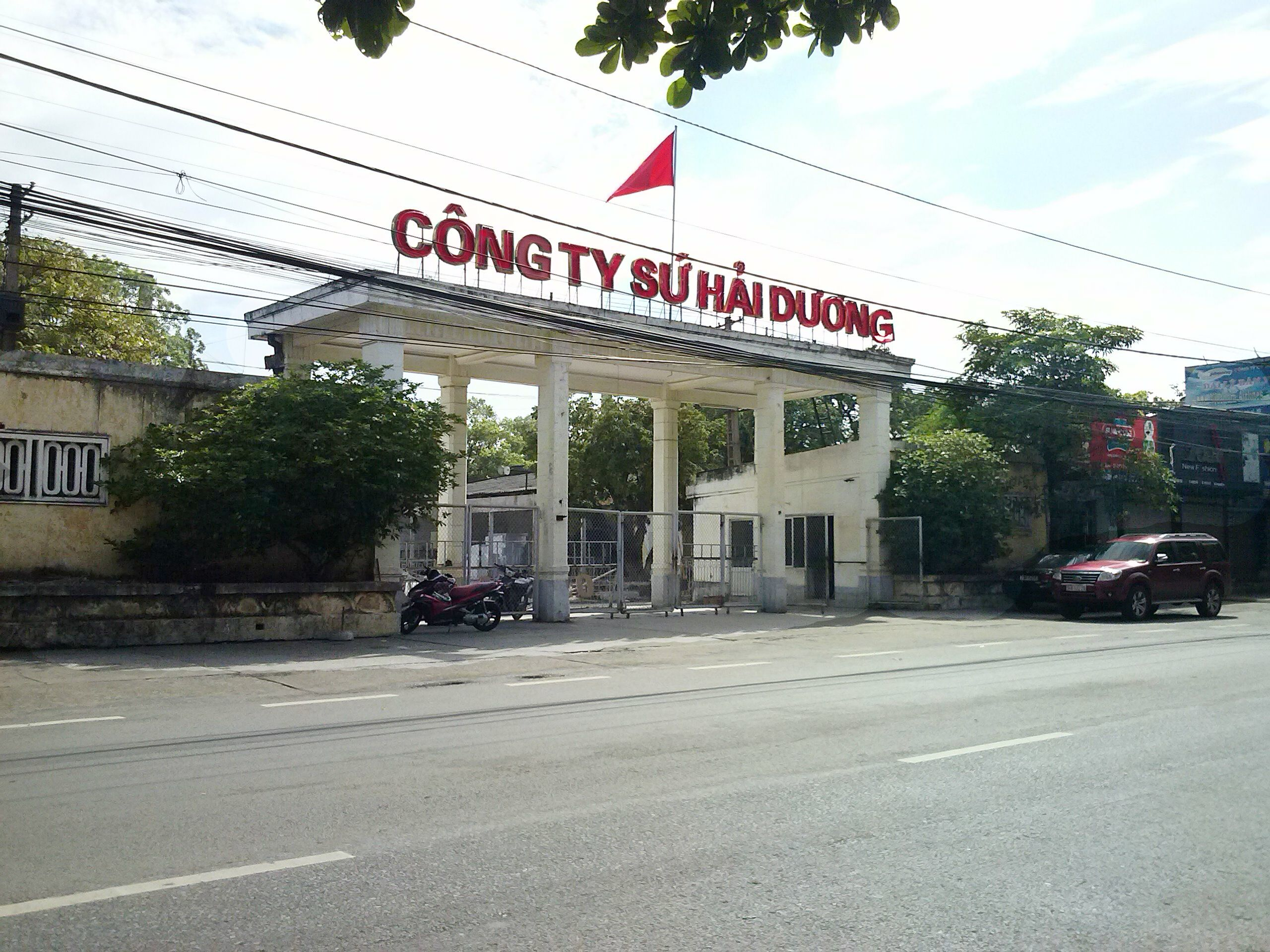
Nhà máy Sứ Hải Dương thương hiệu nổi tiếng của ngành Sứ Việt Nam giai đoạn 1960 - 1992

Tốc độ tăng trưởng của thành phố luôn ở mức 14 - 18%/năm. Thu nhập bình quân đầu người ở mức 90 triệu đồng/người/năm vào năm 2018.
Thành phố Hải Dương là trung tâm công nghiệp, thương mại và dịch vụ của tỉnh, đồng thời là một trong những trung tâm về công nghiệp của Vùng kinh tế trọng điểm Bắc Bộ.Thành phố Hải Dương hiện là 1 đô thị trong vùng Thủ đô Hà Nội. Cùng với các thành phố Thái Nguyên, Việt Trì, thành phố Hải Dương sẽ được đầu tư để trở thành một trong 3 đô thị cấp trung tâm vùng (đô thị cấp 1) và là một trung tâm công nghiệp của toàn vùng.
Khu - cụm - cảng công nghiệp
Trước đây, ngành công nghiệp của thành phố Hải Dương chủ yếu được biết đến qua sự đóng góp của Nhà máy Sứ Hải Dương, Công ty Chế tạo Bơm Hải Dương, các cơ sở sản xuất bánh đậu xanh và một số nhà máy khác. Mặt khác, sau năm 2000, với lợi thế về giao thông, thương mại..., tỉnh và thành phố đã triển khai quy hoạch xây dựng các khu - cụm công nghiệp:
- KCN Đại An (603,82ha)

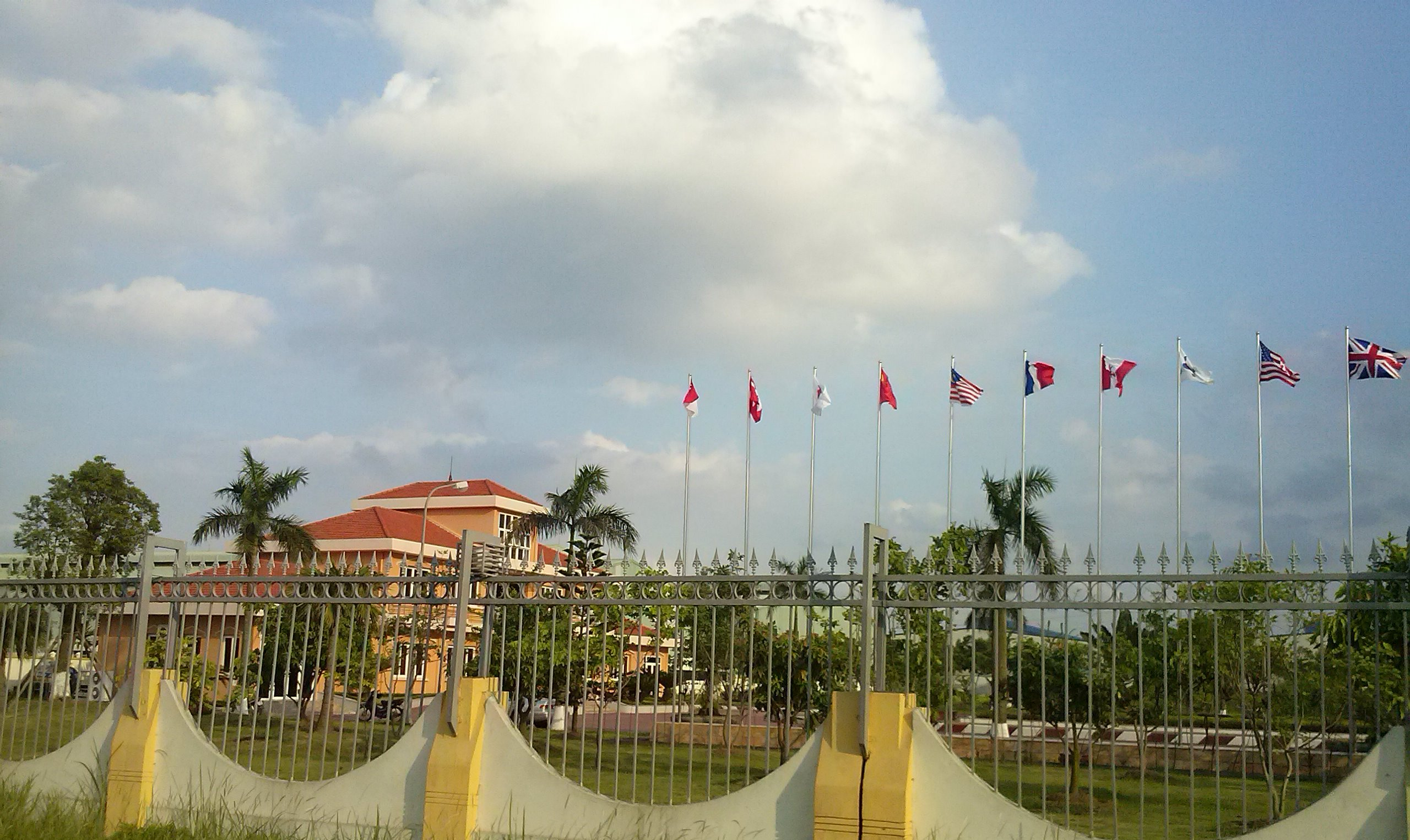
Khu công nghiệp Đại An, TP. Hải Dương

KCN Đại An được thành lập ngày 24/3/2003. Vị trí Km 51, Quốc lộ 5, Thành phố Hải Dương. KCN Đại An có vị trí giao thông hết sức thuận lợi, dọc theo tuyến đường cao tốc số 5 nối liền thủ đô Hà Nội với cảng Hải Phòng, nằm trong vùng kinh tế trọng điểm phía Bắc, KCN cách thủ đô Hà Nội 50 km, sân bay Nội Bài 80 km, cảng Hải Phòng 51 km, cảng nước sâu Cái Lân 82 km, ga đường sắt Cao Xá 1,5 km, cảng sông Tiên Kiều 2 km. Tổng diện tích 664 ha: diện tích khu I là 189,82 ha (170,82 ha đất công nghiệp và 19 ha đất khu dân cư phục vụ công nghiệp), khu II là 474 ha (trong đó diện tích đất công nghiệp là 403 ha, diện tích đất Khu dân cư là 71 ha). Được đầu tư xây dựng đồng bộ, và hiện đại gồm: hệ thống cấp điện, cấp nước, thoát nước, giao thông, thông tin liên lạc, hệ thống chiếu sáng, trung tâm kho vận, an ninh, môi trường và cây xanh,... Hiện tại đã có 31 dự án đã cấp giấy phép, tổng số vốn đầu tư của các dự án trong KCN là 422 triệu USD; vốn đã thực hiện 250 triệu USD; vốn đầu tư trung bình 1 ha đất là 4,7 triệu USD; số lượng công nhân sử dụng trong KCN khoảng 6.800 người, trong đó NLĐ địa phương là 5.780 người, chiếm tỷ lệ 85%. Hiện nay KCN đã thu hút được nhiều doanh nghiệp của các quốc gia trên thế giới: Mỹ, Nhật, Pháp, Đức, Hàn Quốc, Trung Quốc, Malaysia, Đài Loan và Việt Nam.
Hệ thống cơ sở hạ tầng, dịch vụ, an sinh xã hội đồng bộ: tư vấn thành lập doanh nghiệp và các thủ tục xin cấp giấy phép đầu tư; dịch vụ tư vấn thiết kế và thi công xây dựng; dịch vụ vận chuyển hàng hóa; Dịch vụ kho tàng chứa trữ hàng hóa; dịch vụ bảo hiểm, thủ tục hải quan xuất nhập khẩu; hỗ trợ tuyển dụng công nhân; khu nhà ở cho chuyên gia và công nhân thuê. Hiện tại Bệnh viện Quốc tế Đại An Việt Nam Canada (Dai An Vietnam Canadian International Hospital) Quy mô vốn đầu tư 200 triệu USD, 200 giường bệnh, đang được khởi công xây dựng.
- Khu công nghiệp Nam Sách (60,2ha)

Khu công nghiệp Nam Sách được thành lập ngày 27/02/2003. Vị trí nằm trên trục đường Quốc lộ 5 nối liền Hà Nội - Hải Phòng và Quốc lộ 183 nối liền các trung tâm kinh tế lớn như Hà Nội, Hải Phòng, Quảng Ninh, sân bay quốc tế Nội Bài, cửa khẩu quốc tế Hữu Nghị (Lạng Sơn) và các cảng biển quốc tế, rất thuận tiện cho việc xuất nhập khẩu hàng hoá. Tổng diện tích là 60,2 ha. Có cơ sở hạ tầng kỹ thuật đồng bộ hiện đại: Nguồn điện 30.000 KVA. Nguồn nước 4.500 m³/ngày đêm. Thoát nước - Xử lý nước thải và chất thải rắn đạt tiêu chuẩn mức B công suất 3.600 m3/ngày. Thông tin liên lạc đạt tiêu chuẩn quốc tế đáp ứng nhu cầu thông tin liên lạc đạt 9-11 lines/ha. Hệ thống cáp quang ngầm được đấu nối trực tiếp đến chân hàng rào từng doanh. Hệ thống đường giao thông nội bộ: hệ thống đường khu trung tâm rộng 27m; đường chính rộng 16,5; đường nhánh, đường gom rộng 13,5m. Hệ thống phòng cháy chữa cháy đạt tiêu chuẩn quốc gia, các trụ cứu hoả được bố trí dọc theo trục đường Khu công nghiệp (khoảng 100-120m/1trụ). Hải quan mọi thủ tục hải quan được thực hiện tại cảng cạn (ICD) cách KCN 3 km.
Hiện Khu công nghiệp Nam Sách có tổng số trên 20 nhà đầu tư trong và ngoài nước: Toyo Denso, Okamoto của Nhật Bản, Ever Glory của Hồng Kông, Chyun Jaan của Đài Loan, Công ty Nam Tiến, Công ty Hồng Gia, Công ty Kiến Hưng của Việt Nam,... Khu công nghiệp đi vào hoạt động đã góp phần tạo việc làm cho hàng nghìn lao động tại địa phương và các vùng lân cận, thúc đẩy tăng trưởng kinh tế và tăng nguồn thu cho ngân sách của tỉnh.
- Khu công nghiệp An Phát: Km 47, Quốc lộ 5, phường Việt Hòa, thành phố Hải Dương, tỉnh Hải Dương. Quy mô tổng thể 123ha. Tổng vốn đầu tư 1.594 tỷ đồng
- Cụm công nghiệp Thạch Khôi: Tổng mức đầu tư: 146.435.362.000 đồng. Diện tích 12,74 ha, gồm các hạng mục: khu chợ trung tâm, bãi đỗ xe, hai trục đường chính nối với Quốc lộ 38B, 10 tuyến đường nội bộ. Riêng khu tiểu, thủ công nghiệp nằm ở phía đông được thiết kế 7 dãy, với các lô liền kề, phục vụ nhu cầu sản xuất và kinh doanh nghề mộc, chạm và điêu khắc. Khối nhà ở liền kề được chia làm 10 khu. Ngoài ra, khu dân cư này còn quy hoạch khu công cộng gồm nhà trẻ, nhà văn hoá, cây xanh, đường đi bộ
- Cụm công nghiệp Ngô Quyền
- Cụm công nghiệp Cẩm Thượng - Việt Hòa
- Cụm công nghiệp Ba Hàng
- Cảng nội địa Hải Dương.

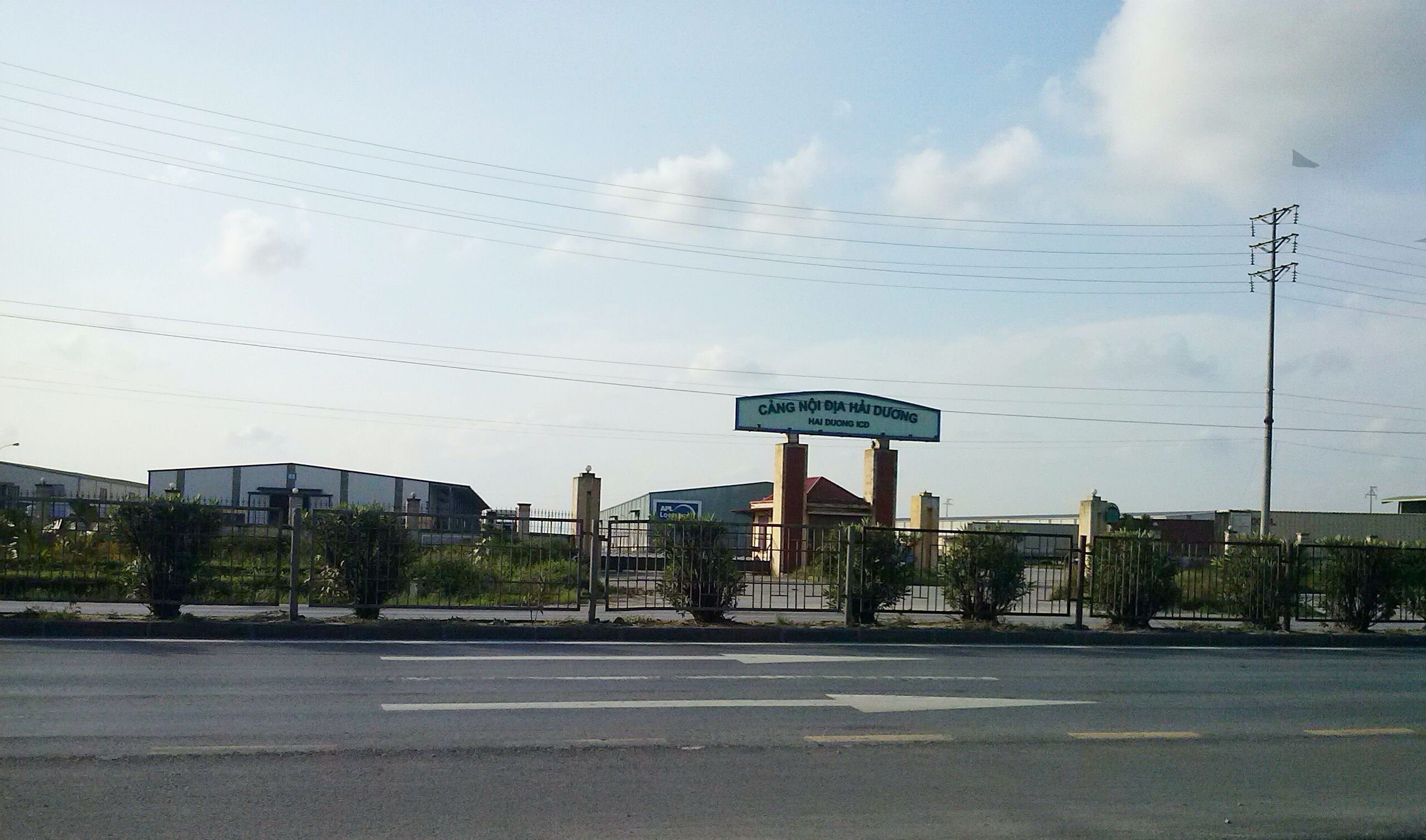
Cảng nội địa Hải Dương

Cảng nội địa Hải Dương được thành lập ngày 09 tháng 9 năm 2002. Vị trí nằm ở trung tâm vùng kinh tế trọng điểm Đồng bằng Bắc Bộ, cách Hà Nội 55 km, cách Sân bay quốc tế Nội Bài 90 km, cách cảng Hải Phòng 55 km, cách cảng Cái Lân 120 km.
Có cơ sở hạ tầng kỹ thuật đồng bộ hiện đại: 
1. Hệ thống giao thông đường bộ: Quốc lộ 5, Quốc lộ 18, Quốc lộ 10, Quốc lộ 1, Đường sắt Hải Phòng - Hải Dương - Hưng Yên - Hà Nội - Lạng Sơn - Lào Cai
2. Hệ thống bãi xe container 12ha
3. Hệ thống kho chứa hàng gồm 5 kho, tổng diện tích kho: 24.000 m²
4. Dịch vụ: ICD, Đại lý hãng tàu Cho thuê kho ngoại quan, kho CFS, kho thông thường, bãi container và giao hàng theo yêu cầu Dịch vụ làm thủ tục hải quan, giao nhận hàng hoá hóa xuất nhập khẩu và logistics. Vận tải đa phương thức nội địa và quốc tế Dịch vụ bảo hiểm và giám định hàng hoá.[25]

Thương mại
Sự phát triển mạnh mẽ, nhanh chóng về không gian và kết cấu hạ tầng đô thị đã tạo ra động lực to lớn, thúc đẩy sự phát triển kinh tế của TP Hải Dương đóng góp tỉ trọng lớn trong GDP chung của tỉnh với mức tăng trưởng kinh tế trong nhiều năm liền đều đạt bình quân hơn 14%/năm, nằm trong tốp các địa phương có tốc độ tăng trưởng cao nhất khu vực. Trong cơ cấu kinh tế chung của thành phố, công nghiệp, thương mại, dịch vụ ngày càng chiếm tỷ trọng lớn, giảm dần tỷ trọng nông nghiệp.
Hiện tại, ngành công nghiệp - xây dựng đã chiếm tỷ lệ 55,5%; thương mại dịch vụ 40,3%; nông nghiệp thủy sản chỉ còn 4,2%. TP đã quy hoạch xây dựng được 30 điểm chợ, siêu thị, trung tâm thương mại với 5.800 hộ kinh doanh.
Ngành thương mại phát triển tương đối đồng đều tại các phường, xã. Trong đó, hàng hóa chủ yếu được lưu thông qua hệ thống bán lẻ.
Thành phố Hải Dương có các tuyến phố thương mại chính như Đồng Xuân, Đại lộ Hồ Chí Minh, Ngân Sơn, Phạm Hồng Thái, Phạm Ngũ Lão, Quang Trung, Thống Nhất, Trần Bình Trọng, Đại lộ Trần Hưng Đạo, Trần Phú, Tuy An, Tuy Hòa, Đoàn Kết, Xuân Đài, Đại lộ Lê Thanh Nghị,... Ngoài ra, còn có các phố chợ Bắc Kinh, Chi Lăng, Chợ Con, Hải Tân, Phú Yên,...
Một số chợ, siêu thị lớn:
- Chợ: chợ Phú Yên, chợ Kho Đỏ, chợ Bắc Kinh, chợ Tân Kim, chợ Thanh Bình, chợ Hải Tân, chợ Hội Đô,...
- Siêu thị: Siêu thị Big C, Siêu thị Intimex Hải Dương, Siêu thị Hải Dương Vinatex, Siêu thị Vật liệu xây dựng và Nội thất Minh Hải Plaza, Siêu thị Điện máy Phương Đông, Siêu thị Sách Giáo dục, Trung tâm thương mại TP. Hải Dương, Siêu thị Thegioididong, Siêu thị Điện máy HC Hải Dương, Siêu thị VinMart Hải Dương,...

Ngân hàng

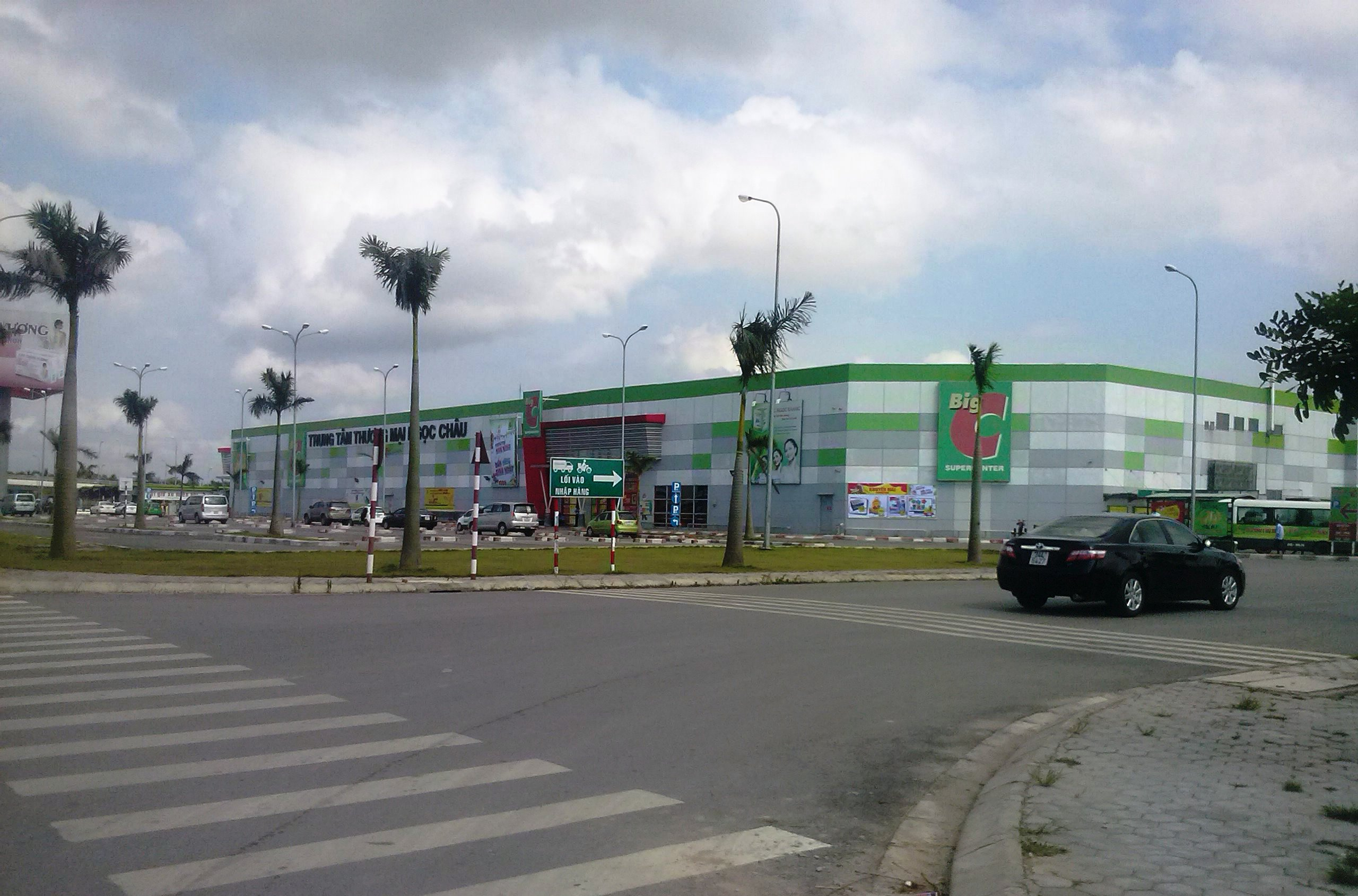
Siêu thị Big C Hải Dương

- Thành phố Hải Dương là nơi khai sinh ra Ngân hàng TMCP Đại Dương OceanBank. Ngân hàng TMCP Đại Dương OceanBank tiền thân là ngân hàng thương mại cổ phần Nông thôn Hải Hưng, được thành lập cuối năm 1993 với vốn điều lệ là 300 triệu đồng và chỉ đơn giản là nhận tiền gửi và cho vay hộ nông dân trên địa bàn nông thôn Hải Dương. Sau 14 năm hoạt động, Ngân hàng TMCP Nông thôn Hải Hưng chính thức được chuyển đổi mô hình hoạt động thành Ngân hàng cổ phần đô thị đổi tên thành Ngân hàng TMCP Đại Dương OceanBank. Hiện OceanBank đã có trên 100 chi nhánh và phòng giao dịch khắp 3 miền Bắc, Trung, Nam.[27]

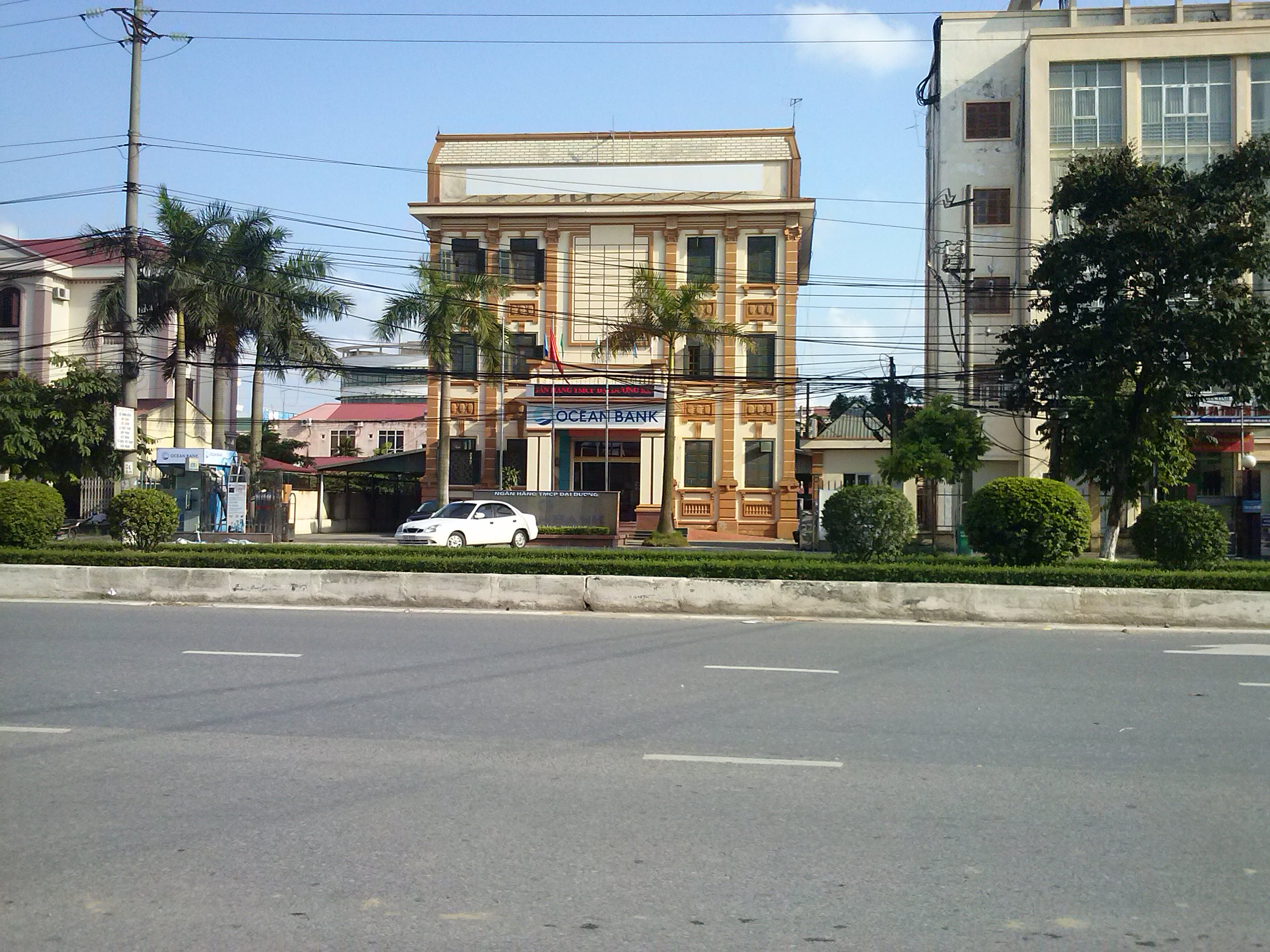
Ngân hàng TMCP Đại Dương OceanBank tiền thân là ngân hàng thương mại cổ phần Nông thôn Hải Hưng

- Hiện trên địa bàn TP. Hải Dương có 23 chi nhánh ngân hàng thương mại, đã phát hành trên 18.000 thẻ, lắp đặt 314 máy POS tại 138 điểm chấp nhận thẻ tập trung tại các siêu thị, khách sạn, nhà hàng, phòng vé máy bay và các cửa hàng bán hàng lưu niệm cho khách du lịch quốc tế. Hệ thống ngân hàng Hải Dương đã hoàn thành kết nối liên thông POS từ năm 2011.[28]
- Hệ thống chi nhánh các ngân hàng Việt Nam tại Hải Dương (Vietcombank, BIDV, Vietinbank, Agribank, Techcombank, MB, ACB, MSB, SeaBank, VPBank, ...)

Đặc sản
Hải Dương là nơi nổi tiếng với nhiều đặc sản mang đậm hương vị của đồng bằng Bắc Bộ như: Bánh đậu xanh, Bánh khảo, Cốm (An Châu). Thêm vào đó là những Bánh gai Ninh Giang, Vải thiều Thanh Hà… mang từ các huyện lên. Các món ăn ngon được biết đến nhiều của thành phố Hải Dương: Bún cá, Bánh đa cua, Bánh cuốn, Bánh đúc,...
Thành phố Hải Dương có nhiều quán ăn đêm nằm rải rác ở nhiều tuyến phố, rất phong phú và đa dạng như phố Mạc Thị Bưởi nổi tiếng với các món ăn đường phố, bán từ chiều tối đến tận khuya, có thể ăn tại chỗ hoặc gói mang về, với những hàng xôi hộp, bánh bao, bánh mì pa-tê, bánh cuốn hấp, phở, miến, cháo, gà tần, tim tần thuốc bắc. Một phố khác được nhiều người biết đến là phố Phạm Hồng Thái, nổi danh là phố ẩm thực của Thành Đông với nhiều món ăn ngon và đa dạng, đặc biệt là món cháo, bánh cuốn.
Hạ tầng: Hiện nay trên địa bàn thành phố Hải Dương đã và đang hình thành một số khu đô thị lớn, cao cấp như: khu đô thị Tuệ Tĩnh, khu đô thị Nam thành phố Hải Dương, khu đô thị Tân Phú Hưng, khu đô thị Phú Quý, khu đô thị Thạch Khôi, khu đô thị Việt Hòa, khu đô thị Nam cầu Hàn, làng Việt kiều Âu Việt, khu đô thị EcoRiver,...

## Xã hội

### Giáo dục trường THCS và THPT Công lập, Tư thục:

#### THCS
- Trường THCS Ngọc Châu.
- Trường THCS Vũ Hữu.
- Trường THCS Võ Thị Sáu
- Trường THCS Ngô Gia Tự.
- Trường THCS Bình Minh.
- Trường THCS Bình Hàn.
- Trường THCS Hải Tân.
- Trường THCS Chu Văn An.
- Trường THCS Lê Quý Đôn.

THPT Công lập
- Trường THPT chuyên Nguyễn Trãi (cấp tỉnh)
- Trường THPT Hồng Quang (cấp thành phố)
- Trường THPT Nguyễn Văn Cừ
- Trường THPT Nguyễn Du
- Trường THPT Tuệ Tĩnh.

THPT Tư thục
- Trường THPT Thành Đông
- Trường THCS và THPT Marie Curie
- Trường THPT Chu Văn An
- Trường THPT Lương Thế Vinh
- Trường THPT Ái Quốc
- Trường THPT Sao Đỏ.

Các trường Trung cấp chuyên nghiệp – Cao đẳng – Đại học:
- Trường Trung cấp Y tế Hải Dương
- Trường Cao đẳng Dược Trung ương Hải Dương
- Trường Cao đẳng Hải Dương
- Trường Cao đẳng nghề Giao thông Vận tải Đường thủy 1
- Trường Cao đẳng Du lịch và Thương mại
- Trường Cao đẳng nghề Hải Dương
- Đại học Hải Dương (nguyên là Đại học Kinh tế - Kỹ thuật Hải Dương)
- Trường Đại học Kỹ thuật Y tế Hải Dương
- Trường Đại học Sư phạm Kỹ thuật Hưng Yên - Cơ sở 3 Hải Dương
- Trường Đại học Thành Đông
- Trường Đại học Kinh tế Quốc dân - Cơ sở Hải Dương.

### Y tế
- Bệnh viện Đa khoa tỉnh Hải Dương
- Bệnh viện Đa khoa TP Hải Dương
- Bệnh viện Quân y 7
- Bệnh viện Phổi Hải Dương
- Bệnh viện Phụ sản Hải Dương
- Bệnh viện Đa khoa Hòa Bình

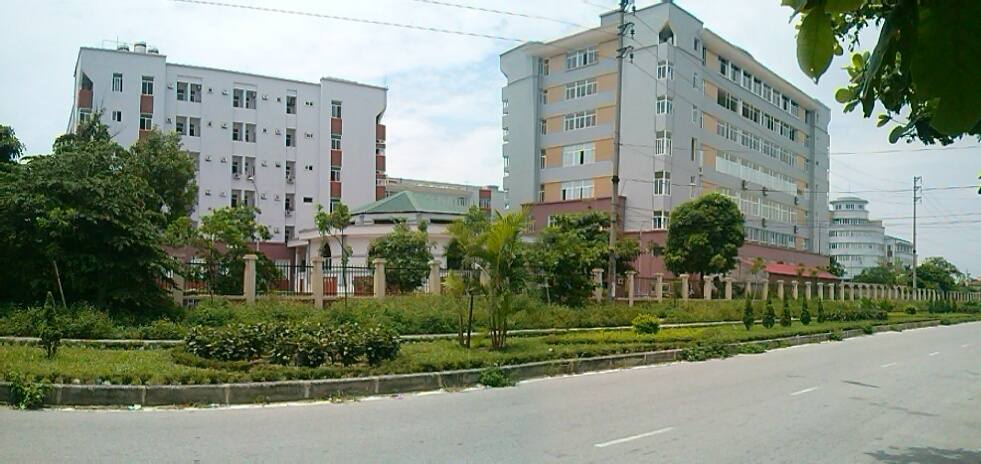
Bệnh viện Đa khoa tỉnh Hải Dương

- Bệnh viện Y học cổ truyền Hải Dương
- Trung tâm Y tế dự phòng Hải Dương
- Bệnh viện Phục hồi chức năng Hải Dương
- Bệnh viện Nhi Hải Dương
- Bệnh viện Mắt và Da liễu Hải Dương
- Bệnh viện Trường Đại học Kĩ thuật Y tế Hải Dương
- Bệnh viện Bệnh Nhiệt Đới Hải Dương.

## Dân số
Thành phố Hải Dương có diện tích 36,27 km² và dân số năm 1995 là 143.895 nhân khẩu.
Thành phố Hải Dương có diện tích 71,39 km² và dân số năm 2006 là 187.405 nhân khẩu.
Thành phố Hải Dương có diện tích 71,39 km² và dân số năm 2009 là 187.405 nhân khẩu.
Thành phố Hải Dương có diện tích 71,38 km² và dân số năm 2011 là 253.893 nhân khẩu.
Thành phố Hải Dương có diện tích 111,22 km², dân số năm 2017 là 507.469 người. Trong đó, dân số thường trú là 279.729 người và dân số tạm trú quy đổi là 227.740 người.
Thành phố Hải Dương có diện tích 111,64 km², quy mô dân số quy đổi năm 2018 là 508.190 người.
Thành phố Hải Dương có diện tích 111,64 km², dân số thường trú ngày 1/4/2019 là 241.373 người.
Thành phố Hải Dương có diện tích 111,64 km², quy mô dân số năm 2019 là 300.638 người. Trong đó: thành thị là 234.932 người và nông thôn là 65.706 người.
Thành phố Hải Dương có diện tích 111,68 km², dân số quy đổi tính đến ngày 31/12/2022 là 312.606 người. Trong đó: dân số thường trú là 307.506 người và dân số tạm trú quy đổi là 5.100 người.

## Du lịch
- Thành Hải Dương

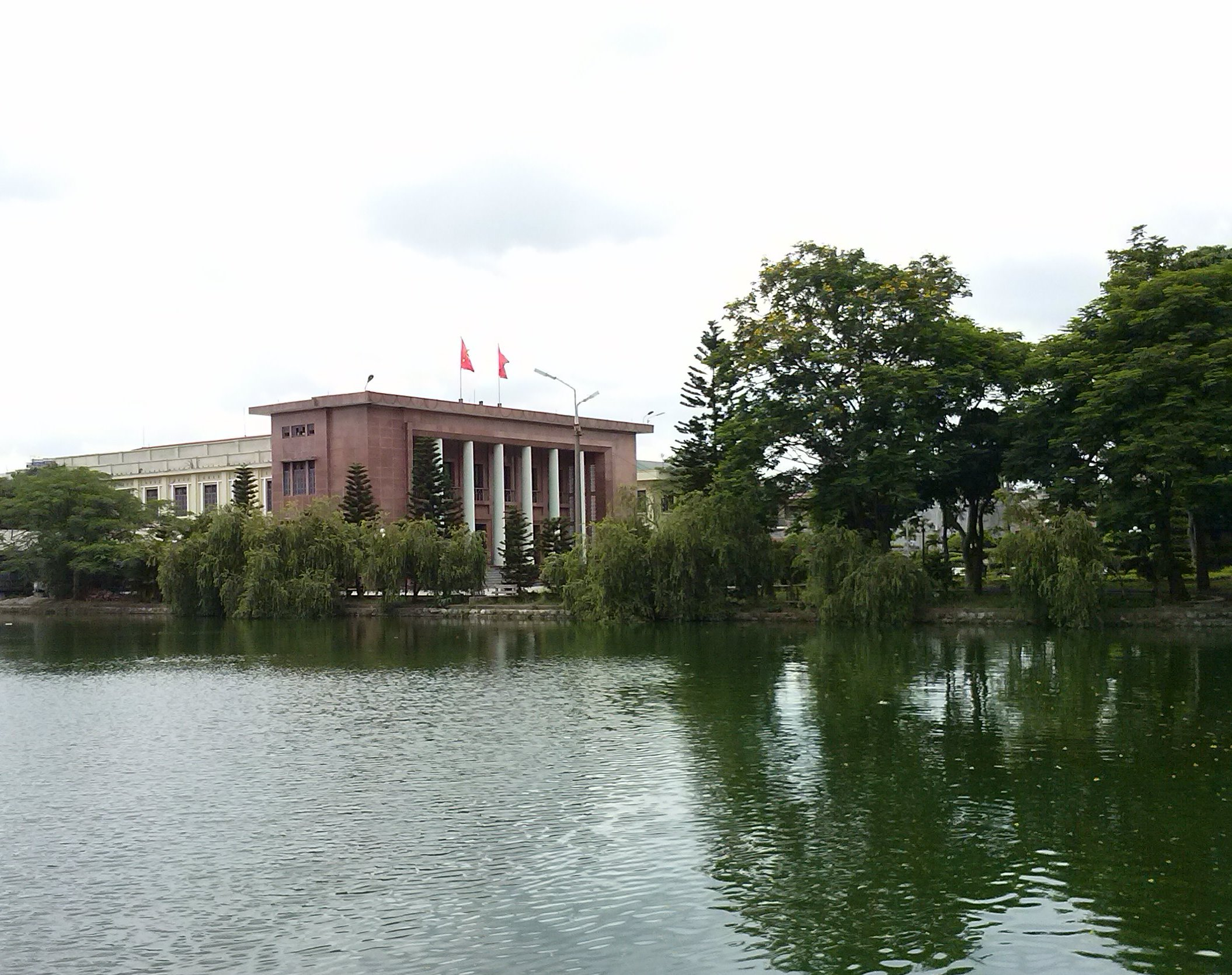
Trung tâm văn hoá tỉnh Hải Dương

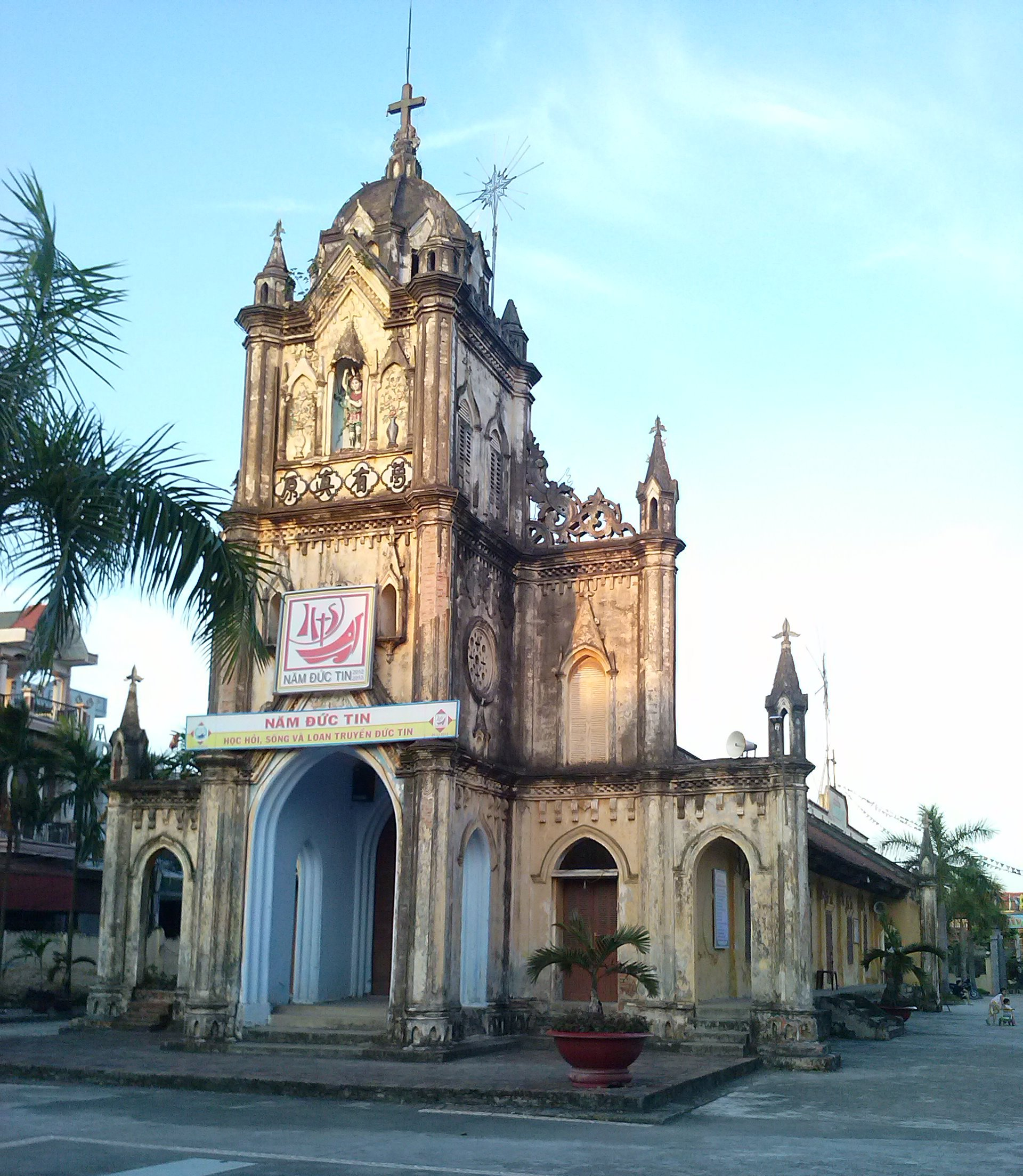
Nhà thờ cổ Tân Kim

- Quảng trường Độc Lập (quảng trường trung tâm)
- Quảng trường 30 tháng 10 (quảng trường phía tây)
- Quảng trường Thống Nhất
- Nhà thờ Tân Kim
- Đình Ngọc Uyên thuộc phường Ngọc Châu thờ nhị vị đại vương Lê Viết Hưng và Lê Viết Quang người bản thôn, là tướng nhà Đinh có công giúp Đinh Bộ Lĩnh dẹp loạn 12 sứ quân thế kỷ X. Hai ông cũng được đặt tên cho 2 tuyến đường ở thành phố Hải Dương.
- Cụm di tích: Đình, Đền, Chùa Sượt thuộc phường Thanh Bình thờ Đức thánh Vũ Hữu có công phò vua Lê Chiêu Tông dẹp giặc Ai Lao giữ yên bờ cõi đất nước ở thế kỷ thứ XV. Đền đã được xếp hạng di tích lịch sử văn hoá văn hoá cấp quốc gia năm 1992.[30]
- Cụm di tích: Đình, Đền, Chùa Bảo Sài thuộc khu dân cư số 14, phố Trương Mỹ, Phường Phạm Ngũ Lão. Trong đó Đình Bảo Sài thờ Tướng công Trương Mỹ - người có công trong chống giặc ngoại xâm phương Bắc: tham gia vào khởi nghĩa Hai Bà trưng năm 40 để đưa đến sự ra đời của nhà nước độc lập tự chủ trong những năm 40 – 43. Hiện nay, cụm di tích Đình, Đền, Chùa Bảo Sài đã được nhà nước công nhận là di tích lịch sử cấp Quốc gia.[31]
- Di tích Đình Đồng Niên thuộc phường Việt Hòa được xây dựng từ thế kỷ thứ 6. Đình thờ 3 vị Thành hoàng, là những vị anh hùng cứu quốc thời tiền Lý (544-602), có công đánh đuổi giặc Lương mở ra kỷ nguyên độc lập tự chủ cho dân tộc Việt Nam. Đình Đồng Niên còn là nơi hội tụ của "tam giáo đồng nguyên" (Nho, Phật, Lão) và cũng là công trình kiến trúc cổ với những mảng điêu khắc tinh tế thể hiện sự tài hoa của các nghệ nhân tiền bối[32]
- Chùa Đồng Ngọ thuộc xã Tiền Tiến có tháp cửu Phẩm Liên Hoa cao 5,30m, gồm 9 tầng, mặt cắt 6 cạnh đều, mỗi mặt gắn 3 pho tượng Phật, tổng số tượng là 162 pho, đặt trong tòa Cửu phẩm vuông, 2 tầng 8 mái; được công nhận là bảo vật quốc gia.
- Miếu Phạm Xá thuộc xã Ngọc Sơn có lễ hội hàng năm tổ chức vào 9 tháng giêng với nhiều trò chơi dân gian như: bắt vịt, kéo co,... và các tục lệ truyền thống khác.
- Công viên Bạch Đằng: Gồm quần thể hồ, công viên, nhà hàng, khách sạn dọc theo đường Thanh Niên và phố Đoàn Kết thành phố Hải Dương.
- Các tuyến đường phố thương mại: Đồng Xuân, Đại lộ Hồ Chí Minh, Ngân Sơn, Phạm Hồng Thái, Phạm Ngũ Lão, Quang Trung, Thống Nhất, Trần Bình Trọng, Trần Hưng Đạo, Trần Phú, Đoàn Kết, Tuy An, Tuy Hòa, Xuân Đài, Bà Triệu, Nguyễn Văn Linh, Trương Mỹ, Nguyễn Quý Tân, Nguyễn Chí Thanh, Tuệ Tĩnh, Nguyễn Lương Bằng, Ngô Quyền, Điện Biên Phủ, Lê Thanh Nghị,...

## Giao thông

### Đường bộ

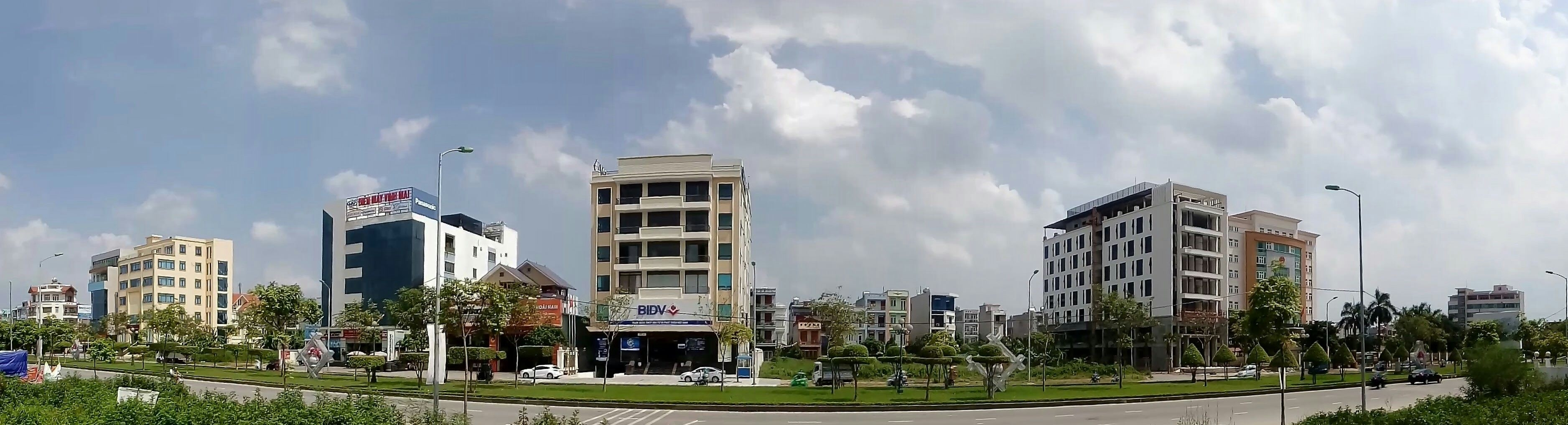
Đường Trường Chinh tổng chiều dài 3,4km, mặt cắt ngang 52m, là tuyến đường hiện đại bậc nhất thành phố Hải Dương hiện nay, có nhiệm vụ kết nối khu đô thị phía Tây, khu đô thị phía Nam, đường cao tốc Hà Nội – Hải Phòng với trung tâm hành chính thành phố Hải Dương, tỉnh Hải Dương

- Các tuyến Quốc lộ: 5, 191, 37, 17
- Đường phố chính:

Đại lộ: Hồ Chí Minh, Trần Hưng Đạo, Nguyễn Lương Bằng, Lê Thanh Nghị, Võ Nguyên Giáp (trước đây là 30/10).
Phố: Phạm Ngũ Lão, Trường Chinh, Thanh Niên, Thống Nhất, Ngô Quyền, Hồng Quang, Yết Kiêu, Điện Biên Phủ, Bạch Đằng, Hoàng Diệu, Nguyễn Thượng Mẫn, Chi Lăng, Cựu Thành, Hào Thành, Hoàng Hoa Thám, Bạch Năng Thi, Bùi Thị Xuân, An Thái, Phạm Ngũ Lão, Chương Dương, Tam Giang, Quang Trung, Đoàn Kết, Cẩm Thượng, Bà Triệu, Đỗ Ngọc Du, Nguyễn Trác Luân, Phú Thọ, Nguyễn Quý Tân, Nguyễn Thị Duệ, Đồng Niên, Vũ Công Đán, Vũ Hựu, Đức Minh,...

### Đường thủy
Thành phố Hải Dương có một hệ thống giao thông đường thủy khá thuận lợi. Từ thành phố Hải Dương, theo hệ thống sông Thái Bình, tàu thuyền có thể xuôi ra Cảng Hải Phòng, hoặc ngược lên các tỉnh miền núi trung du phía Bắc.
Cảng Cống Câu là cảng đường thủy nội địa có chức năng là nơi bốc dỡ hàng hóa - chủ yếu là nguyên vật liệu - đến và đi các tỉnh thành khác, cảng có công suất 300.000 tấn /năm và hệ thống bến bãi đáp ứng về vận tải hàng hoá bằng đường thủy một cách thuận lợi.

### Đường sắt
Hệ thống đường sắt Hà Nội- Hải Phòng đi qua địa phận thành phố Hải Dương khoảng 13 km, bắt đầu từ phường Việt Hòa và kết thúc tại phường Ái Quốc. Kết nối với các tỉnh thành khác tại ga Hải Dương- đầu mối giao thông đường sắt của toàn tỉnh, và Tiền Trung là nhà ga trung chuyển của khu vực Đông Bắc tỉnh.

### Các tuyến xe buýt

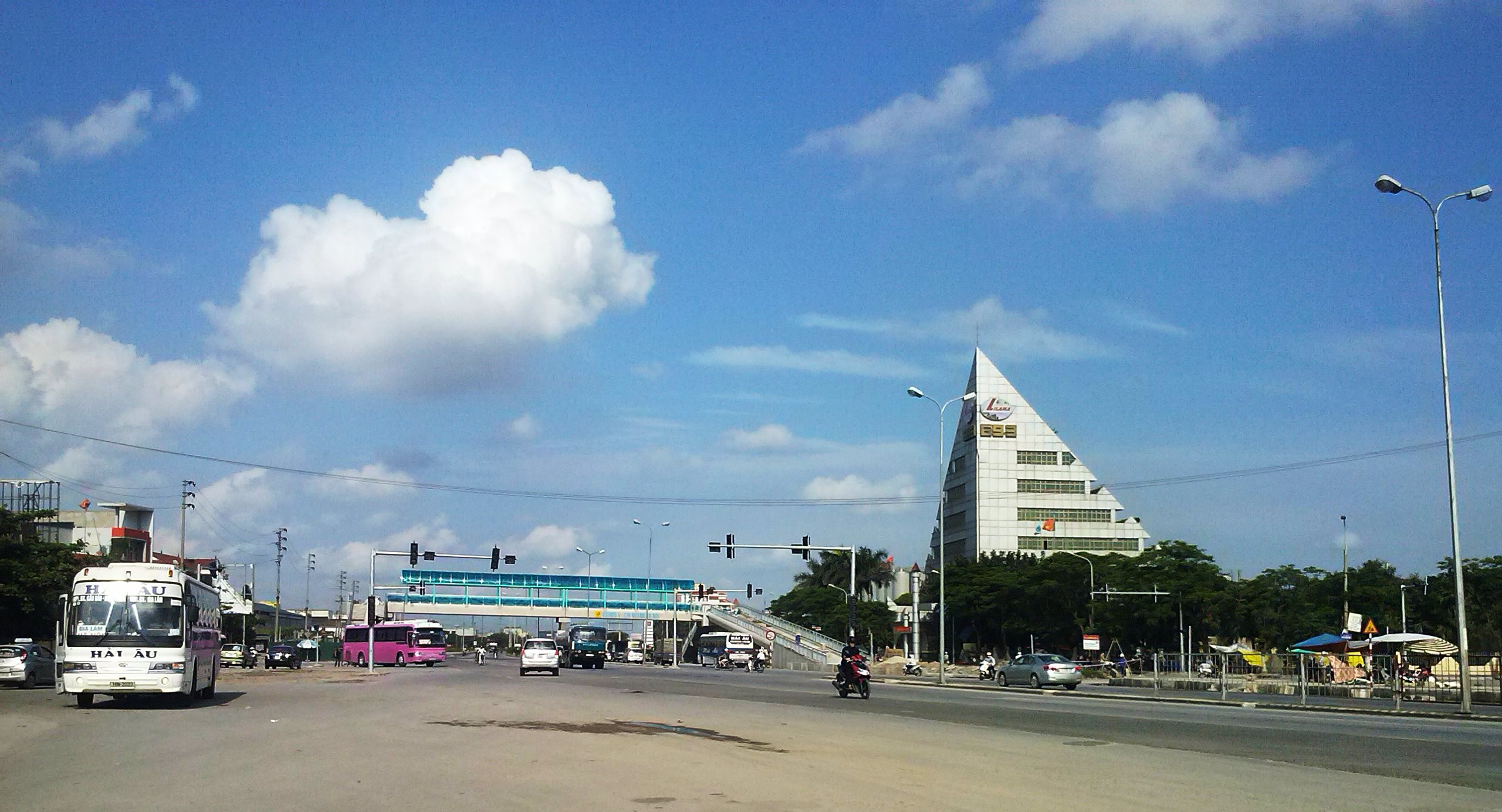
Nút giao thông Bến Hàn - 559 thành phố Hải Dương

Hiện tại, có tất cả 16 tuyến xe buýt xuất phát từ thành phố Hải Dương đi đến trung tâm các huyện trong tỉnh Hải Dương và các tỉnh, thành lân cận.

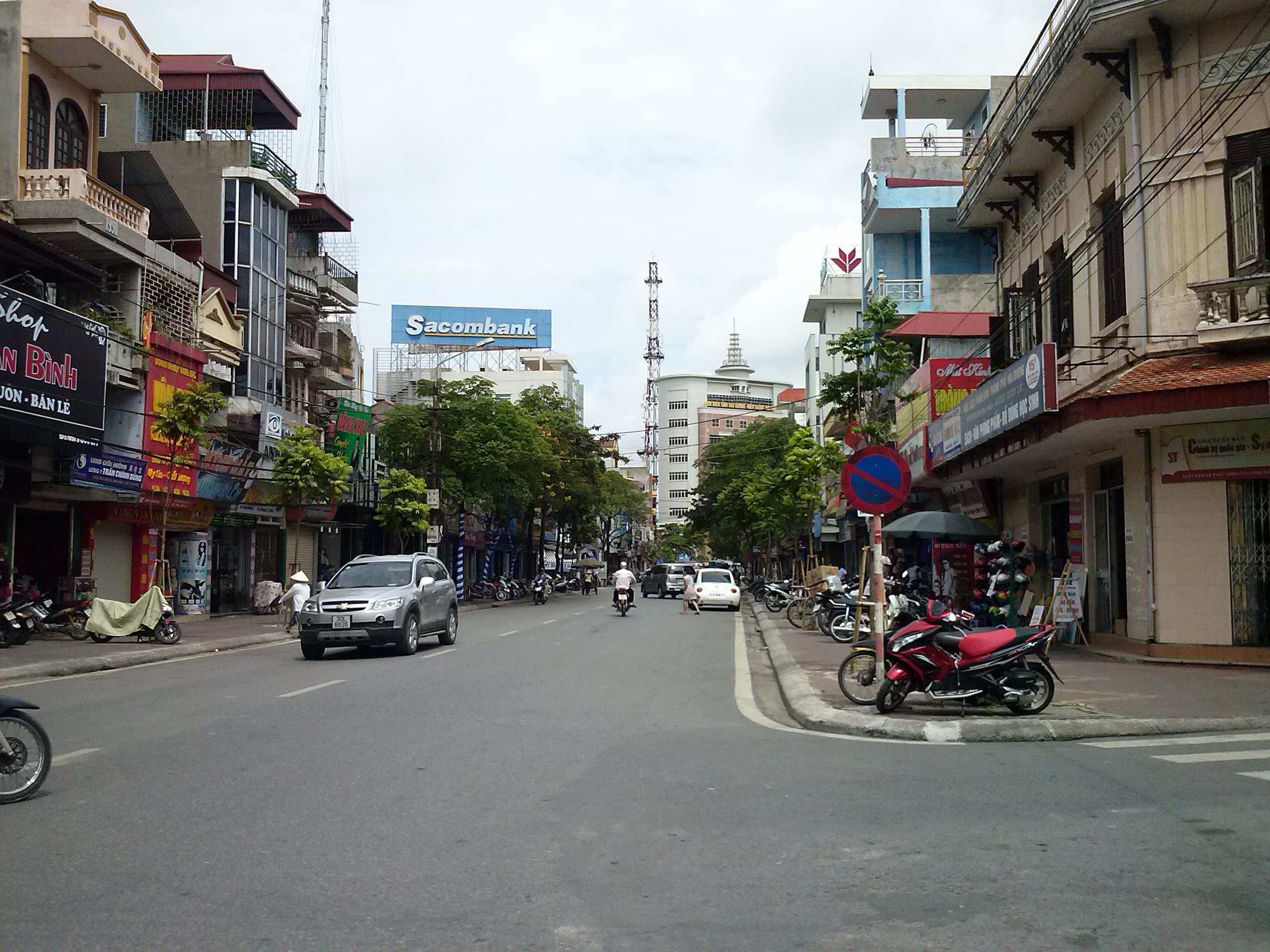
Đại lộ Trần Hưng Đạo thành phố Hải Dương

- Các tuyến xuất phát từ Bến xe Hải Dương:

1. 202: Hải Dương - Hà Nội
2. 206: Hải Dương - Hưng Yên
3. 216: Hải Dương - Sặt - Hưng Yên
4. 209: Hải Dương - Thái Bình.

- Các tuyến xuất phát từ Bến xe Hải Tân:

1. 02: TP. Hải Dương - Việt Hồng - TT. Thanh Hà - Vĩnh Lập (Thanh Hà)
2. 19: TP. Hải Dương - Nam Sách
3. 207: Hải Dương - Uông Bí
4. 215: Hải Dương - Lương Tài
5. 217: Hải Dương - Bắc Ninh.

- Các tuyến xuất phát từ Bến xe Phía Tây:

1. 208: Hải Dương - Bắc Giang
2. 01: TP. Hải Dương - Chợ Nứa - TT. Thanh Hà - Vĩnh Lập (Thanh Hà)
3. 18: TP. Hải Dương - Phú Thái - Mạo Khê
4. 08: TP. Hải Dương - Tam Kỳ (Kim Thành)
5. 07: TP. Hải Dương - Bóng - Cầu Dầm
6. 05: TP. Hải Dương - Bình Giang - Hà Chợ.

- Các tuyến xuất phát từ Điểm đỗ Bắc đường Thanh Niên (Siêu thị Marko cũ):

1. 06: TP. Hải Dương - Bến Trại
2. 09: TP. Hải Dương - TT. Tứ Kỳ - Quý Cao - Ninh Giang
3. 27: TP. Hải Dương - Gia Lộc - Ninh Giang.

## Danh nhân

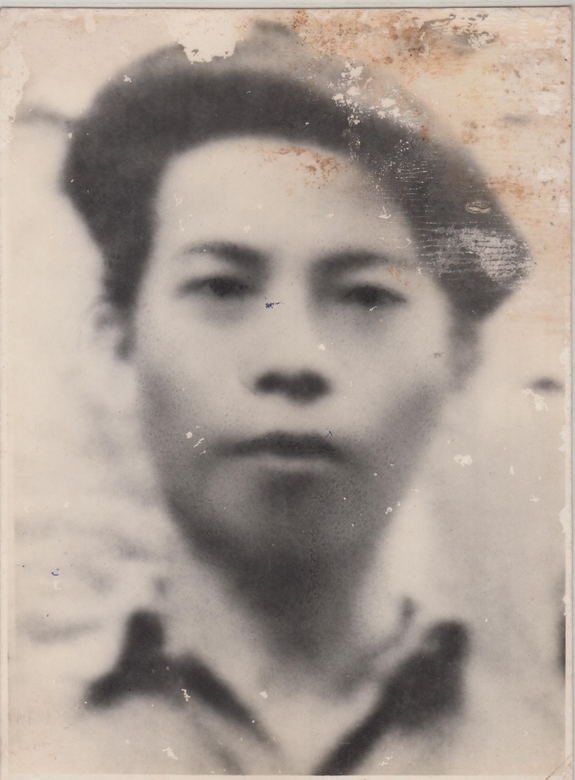
Nhà thơ Thâm Tâm (1917–1950)

- Phạm Công Bân
- Lương Như Hộc
- Đinh Văn Tả
- Nguyễn Trác Luân
- Trần Xuân Yến
- Vũ Hựu
- Hồng Quang
- Nguyễn Thượng Mẫn
- Đặng Quốc Chinh
- Thâm Tâm
- Lê Đình Vũ
- Lê Tôn Hy
- Phạm Xuân Huân
- Phạm Ngọc Khánh